# Euphonia minuta
L'eufonia minuta od organista culbianco (Euphonia minuta Cabanis, 1849) è un uccello passeriforme della famiglia dei Fringillidi.

## Etimologia
Il nome scientifico della specie, minuta, è un riferimento alla piccola taglia: il nome comune altro non è che una traduzione di quello scientifico.

## Descrizione

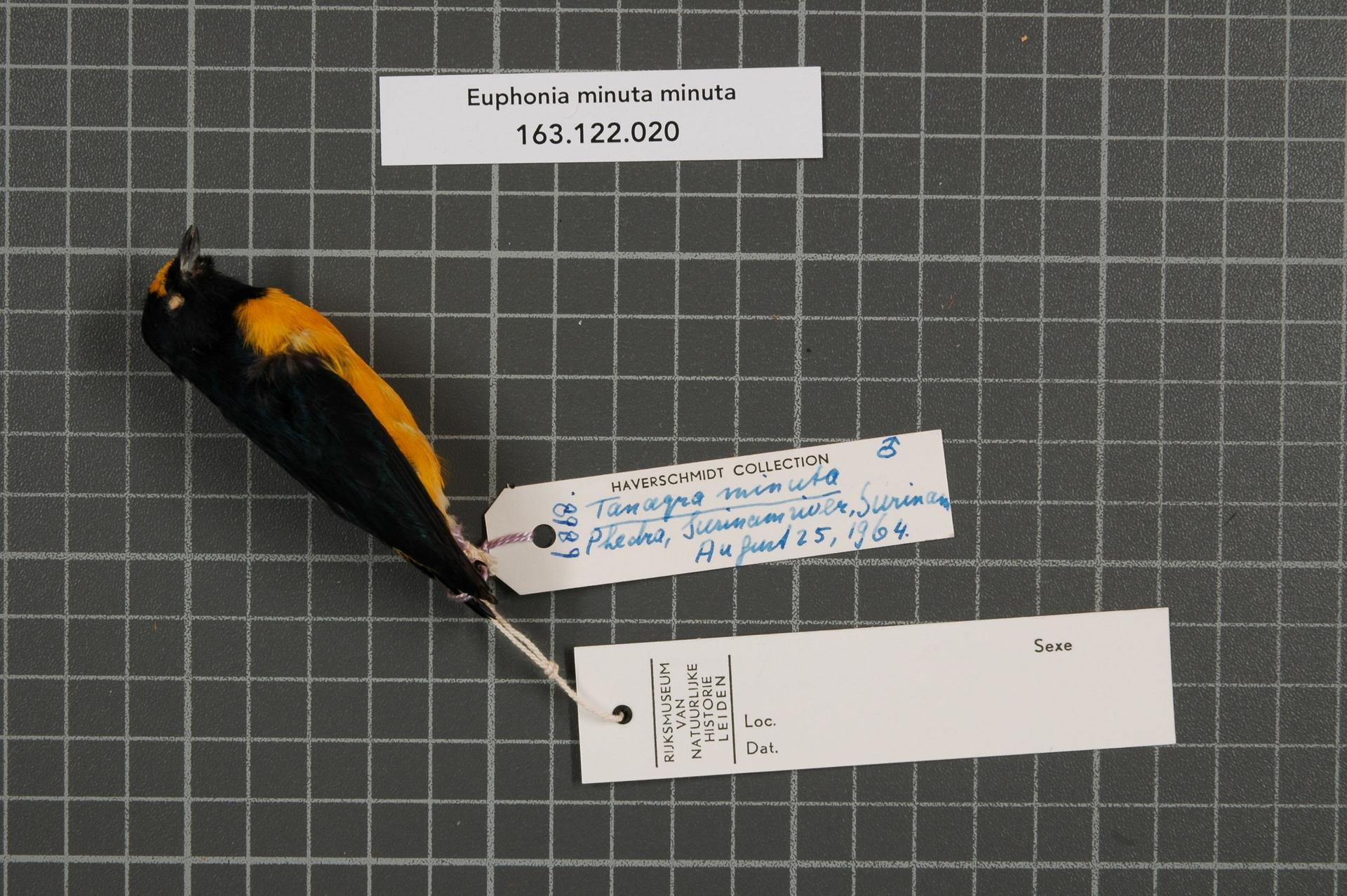
Maschio impagliato

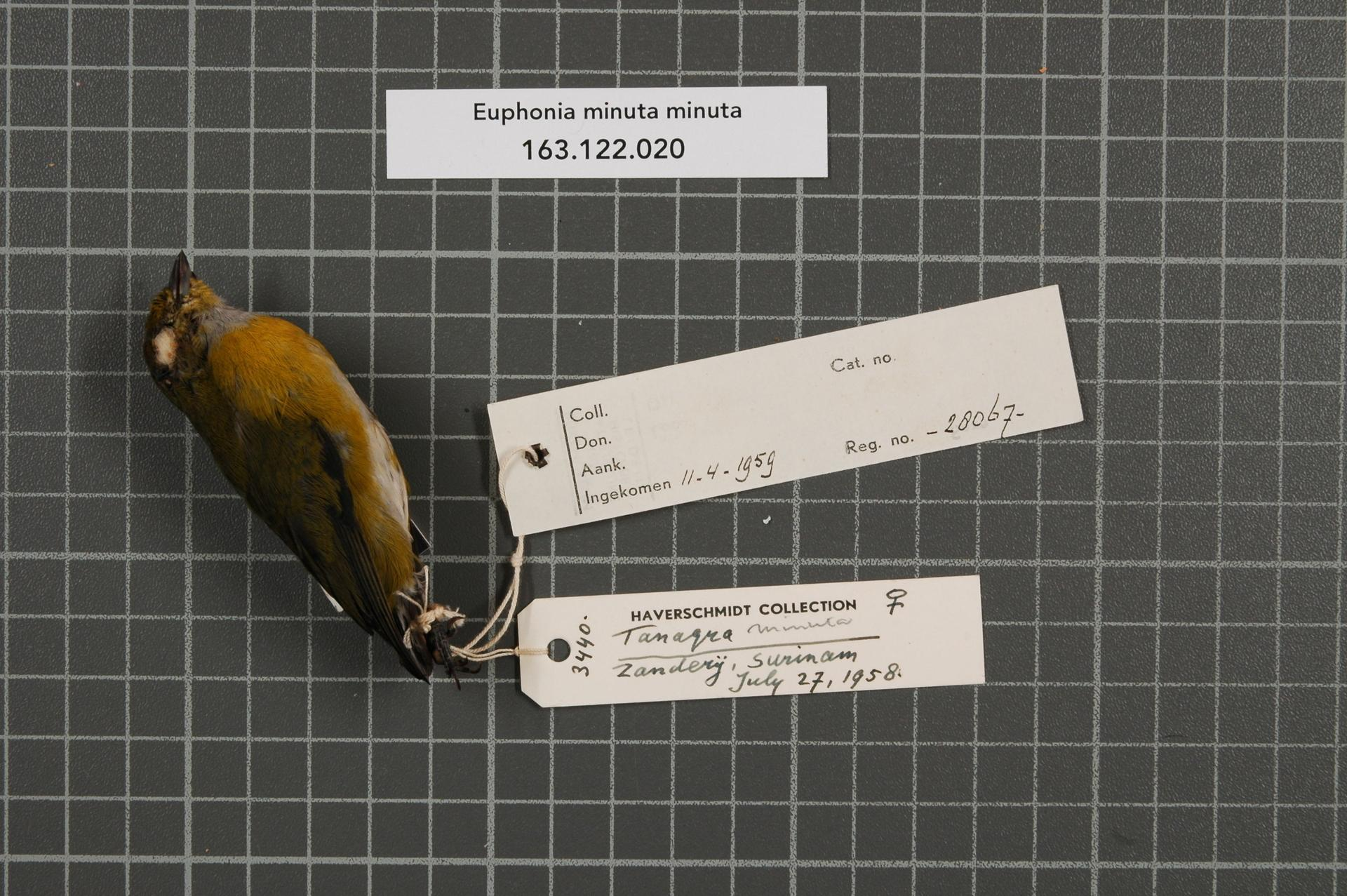
Femmina impagliata

### Dimensioni
Misura 9 cm di lunghezza, per 7,9-11,5 g di peso.

### Aspetto
Si tratta di un uccelletto dall'aspetto robusto, munito di testa arrotondata, becco conico corto e forte, ali appuntite e coda squadrata.
Il dimorfismo sessuale è ben evidente. I maschi, infatti, presentano piumaggio di colore nero-bluastro su testa, dorso, ali e coda, mentre petto, ventre e fianchi sono di colore giallo, con la parte centrale del ventre e il sottocoda di colore bianco puro: gialla è anche un'area a forma di triangolo rovesciato alla base della fronte, appena sopra il becco.

Nelle femmine, invece, il nero cefalico e dorsale è praticamente assente, con le sole remiganti e rettrici caudali più scure e tendenti al nerastro: la livrea è dominata dorsalmente dal verde oliva, con gola e parte centrale del ventre di colore grigio, mentre faccia, petto e ventre sono di colore bruno-aranciato. In ambedue i sessi gli occhi sono di colore bruno scuro, mentre sia le zampe sia il becco sono di colore nerastro.

## Biologia
L'eufonia minuta è un uccello diurno, che passa la maggior parte della giornata fra la vegetazione alla ricerca di cibo, muovendosi da solo, in coppie o in gruppetti, coi vari esemplari che si tengono in contatto fra loro mediante richiami sorprendentemente alti.

### Alimentazione
La dieta di questi uccelli è essenzialmente frugivora, componendosi perlopiù di bacche di Loranthaceae, nonché di bacche e frutti di piccole dimensioni e, sebbene sporadicamente e in maniera casuale, anche di insetti e altri piccoli invertebrati.

### Riproduzione
La stagione riproduttiva va da febbraio a luglio: si tratta di uccelli monogami.
Il nido ha forma globosa e viene costruito fra la vegetazione arborea da ambedue i partner, che intrecciano rametti e fibre vegetali a costruire la struttura esterna e foderano la camera di cova interna con materiale soffice: all'interno di suddetta camera la femmina depone 2-5 uova, che provvede a covare da sola (col maschio che staziona di guardia nei pressi del nido e si occupa di reperire il cibo per sé e per la compagna) per circa due settimane.

I pulli, ciechi e implumi alla schiusa, vengono imbeccati e accuditi da ambedue i genitori: essi s'involano attorno alle tre settimane dalla schiusa, rimanendo nei pressi del nido e continuando a chiedere l'imbeccata ai genitori (che frattanto stanno generalmente portando avanti una seconda covata) ancora per una decina di giorni prima di allontanarsene in maniera definitiva.

## Distribuzione e habitat
Con areale disgiunto questi uccelli abitano gran parte dell'America centrale e del Sudamerica centro-settentrionale: partendo da Bonampak, che rappresenta il limite settentrionale di diffusione della specie, l'eufonia minuta è infatti presente lungo la costa caraibica fino alla Costa Rica e a Panama (Paesi dove è presente anche sulla costa pacifica), lungo la fascia costiera pacifica di Colombia ed Ecuador nord-occidentale, sul versante orientale delle Ande dal Venezuela (Táchira) alla Bolivia (Santa Cruz), sul massiccio della Guyana e in gran parte del bacino del Rio delle Amazzoni occidentale e lungo il corso del fiume fino alla sua foce, con popolazioni isolate anche nel Pará e nel Mato Grosso centrale.
L'eufonia minuta è un'abitatrice delle foreste umide di pianura, favorendo le aree di foresta secondaria e i margini di quella primaria, nonché le aree alberate con presenza di radure erbose o zone cespugliose più o meno estese, le piantagioni e i campi di taglio.

## Tassonomia
Se ne riconoscono due sottospecie:

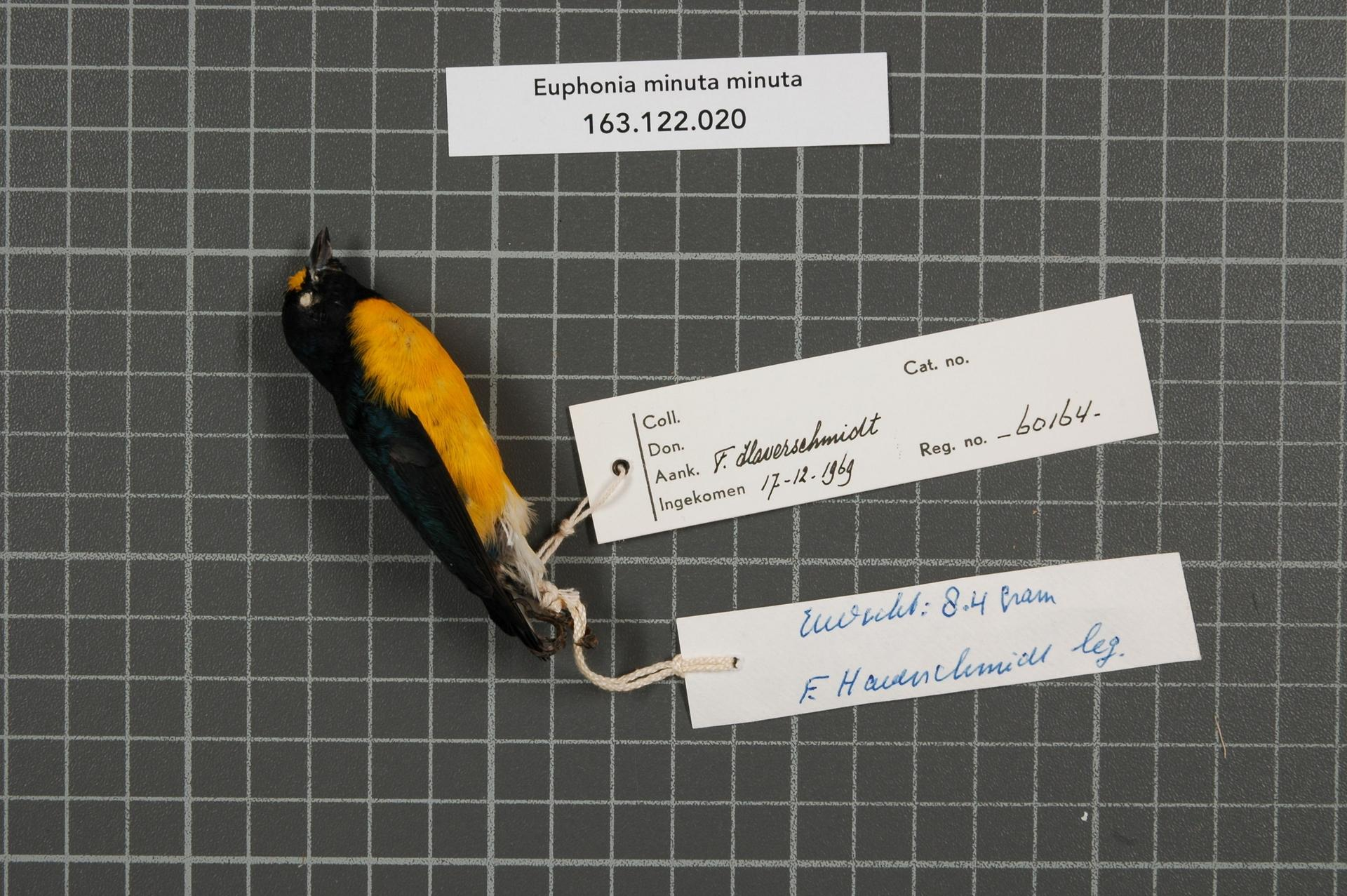
Maschio impagliato della sottospecie humilis

- Euphonia minuta minuta Cabanis, 1849 - la sottospecie nominale, diffusa nella porzione meridionale dell'areale occupato dalla specie;
- Euphonia minuta humilis (Cabanis, 1861) - diffusa nella porzione settentrionale dell'areale occupato dalla specie, a sud fino al medio corso del rio Magdalena e al nord-est dell'Ecuador (provincia del Pichincha).

Le due sottospecie sono praticamente indistinguibili morfologicamente fra loro, sicché alcuni studiosi ne proporrebbero l'accorpamento.
In passato, l'eufonia minuta veniva classificata anche col nome di Euphonia olivacea, attualmente ritenuto un sinonimo obsoleto.